# Chiesa di Santa Maria Assunta (Cologno al Serio)
La chiesa di Santa Maria Assunta è la parrocchiale di Cologno al Serio, in provincia e diocesi di Bergamo; fa parte del vicariato di Spirano-Verdello.
La chiesa sorge nell'isolato dell'antico castrum di Cologno, ovvero il nucleo originario del paese.

## Storia
La prima citazione di una chiesa a Cologno al Serio, filiale della pieve di Ghisalba, risale al XIII secolo; fu eretta a parrocchiale nel 1302 con decreto del vescovo Giovanni da Scanzo. Nel 1470 venne edificata la torre campanaria. La chiesa fu completamente restaurata nel 1603, e durante questi lavori, il 3 agosto, la caduta di parte di intonaco presso l'altare intitolato a san Giovanni, fece riaffiorare un affresco risalente al XV secolo raffigurante la Vergine. Questo evento da subito fu considerato miracoloso dai fedeli richiamando l'attenzione anche del vescovo di Bergamo Giambattista Milani; questa parte fu poi andata perduta nei lavori di rifacimento successivi.
L'edificio all'inizio del Settecento era ormai diventato insufficiente a soddisfare i bisogni della popolazione e il 7 maggio 1718 l'allora parroco chiese ufficialmente di poter riedificare la chiesa.
La prima pietra della nuova parrocchiale venne posta il 2 ottobre 1720. La nuova chiesa fu aperta al culto nella primavera del 1745. La facciata dell'edificio venne eretta tra il 1753 e il 1756 e la parrocchiale fu consacrata il 13 settembre 1767. Nel 1817 venne collocato l'altare maggiore, realizzato dai marmisti Giudici di Viggiù e, nel 1830, fu rifatto l'organo dalla ditta bergamasca Bossi.
La chiesa subì un importante lavoro di ristrutturazione nel 1891, e nella prima metà del Novecento. Il 28 giugno 1971 la chiesa passò dal soppresso vicariato di Spirano alla neo-costituita zona pastorale XVII, per poi essere aggregata il 27 maggio 1979 al vicariato di Spirano-Verdello. Infine, nel 1995 venne restaurata la facciata.

## Descrizione

### Esterno
La chiesa è situata nel centro storico di Cologno al Serio ed è orientata longitudinalmente secondo l'asse ovest, con abside terminale a est, in modo da proporsi alla vista rispetto a qualsiasi porta di ingresso si scelga di percorrere per accedere al centro storico del paese.
Sorge isolata, fiancheggiata da ampi spazi che valorizzano la sua mole volumetrica e rispettano il suo linguaggio sacro rispetto a quello dell'edificato cittadino circostante. La chiesa si affaccia su un'ampia piazza destinata a sagrato e corredata dalla torre campanaria, impostata sui resti di una antica torre medievale.
L'edificio ultimato nel 1787, risulta imponente e unitario: l'impianto planimetrico presenta l'abside terminale e le due sagrestie verso est, un'unica navata centrale fiancheggiata da cappelle e sagrestie minori verso ovest. Particolare è la forma della pianta che all'esterno appare rettangolare ma all'interno assume la forma di ellisse grazie all'orientamento delle cappelle laterali minori –poco profonde e dalla linea curva– che generano la convessità della facciata principale barocca.
Quest'ultima, progetto di Giovan Battista Caniana è composta da tre ordini sovrapposti raccordati tramite le volute: la facciata presenta un unico portale d'ingresso, affiancato da due edicole contenenti delle statue e scandito da lesene che sorreggono una prima trabeazione, al di sopra della quale vi è il finestrone balaustrato e incorniciato, sormontato a sua volta da una seconda trabeazione che sorregge un fastigio a vento terminante con il consueto cartiglio a stucco. Le entrate minori sono poste lateralmente.
Lateralmente, le cappelle di altezza inferiore rispetto alla navata centrale si raccordano con essa tramite dei contrafforti che fungono da piedistallo per le statue degli apostoli e scansionano il ritmo delle finestre superiori che illuminano la navata centrale. Internamente la chiesa presenta uno stile barocco, con volta a botte con sottarchi e la trabeazione continua che lega e unisce la navata centrale e il presbiterio, a sottolineare la longitudinalità e la continuità dello spazio..
La facciata esterna della chiesa di Santa Maria Assunta di Cologno al Serio è stata realizzata dallo scultore bergamasco Giovanni Antonio Sanz..
In particolare, opera di questo artista sono le statue di san Francesco e san Carlo Borromeo che si possono ammirare nelle due nicchie della facciata. Sul frontone della porta principale, edificato in marmo di Zandobbio, e le due statue di pietra rappresentanti Mosè e Aronne.

### Interno
L'interno della chiesa è a unica navata a pianta ellittica divisa in sei campate da lesene in marmo complete di zoccolatura e capitelli d'ordine corinzio.

#### Altari
All'interno della chiesa sono presenti otto altari laterali; quattro di questi sono posizionati sul lato destro e i restanti quattro, invece, sul lato sinistro dell'asse principale della costruzione. Gli altari, allineato l'uno rispetto all'altro in modo simmetrico, sono arricchiti da ornamenti e opere d'arte inneggianti ai vari santi..
Nell'ala destra della chiesa, come descritto, sono localizzati quattro altari:
- Il primo altare, posto sulla destra appena di entra nella chiesa, è dedicato a sant'Eurosia, e ivi è ospita la statua raffigurante la santa. Il disegno dell'altare è opera dell'architetto Giovanni Allievi di Cologno ed è stato realizzato con marmo bianco di Carrara e marmo rosso di Francia.
- Il secondo altare è dedicato a san Luigi Gonzaga e santa Teresa, raffigurati nella pala centrale. L'altare è stato costruito con il marmo giallo di Verona e il marmo verde di Varallo.
- Il terzo altare è dedicato al Corpus Domini. Questo altare è in stile barocco e presenta due statue di marmo di Carrara scolpite dall'artista Alessandro Sanz. Una pala– reperto facente parte di una vecchia chiesa parrocchiale abbattuta– raffigura l'Ultima Cena di Cristo con gli apostoli.
- Il quarto altare è dedicato ai santi protettori della chiesa e alla comunità colognese. Anch'esso è realizzato in stile barocco. In questo altare sono custodite le reliquie dei santi martiri e una scheggia di legno della Santa Croce raccolte in due teche. La tela di questo altare, opera di Bartolomeo Nazari, raffigura i santi Teodoro nel mezzo, san Pancrazio a sinistra e sant'Antonio di Padova a destra.[6][8].

L'altare maggiore in stile neo-classico, venne costruito nel 1817 su progetto dell'artista Carlo Amati di Milano e realizzato dal marmista Giudici di Viaggiù; le statue decorative in marmo di Carrara, sono un'opera di Pompeo Marchesi..
Alla sinistra dell'altare maggiore è posizionato l'organo a canne, risalente al 1830. Gli affreschi e le medaglie votive localizzate sopra il presbiterio sono opera dell'artista Vincenzo Angelo Orelli di Locarno..
Nell'ala sinistra della chiesa sono presenti altri quattro altari, in simmetria con i quattro presenti nell'ala destra:
- Il primo altare è in stile barocco e dedicato al "Suffragio dei morti". Vi è una nicchia dove è riposto un crocefisso.
- Il secondo altare, di stile barocco, è dedicato alla Beata Vergine del Rosario, ed è realizzato con marmi. Nell'arco vi sono degli affreschi minori.
- Il terzo altare è dedicato a san Giovanni Battista. Qui è visibile una tela che rappresenta la decapitazione del Santo, opera di un'artista ignoto.
- Il quarto altare è dedicato a san Rocco. Nella nicchia dell'altare vi è una statua di legno. Dopo questo quarto altare è presente il battistero marmoreo a forma di conchiglia.[6][8].

#### Coro
Il coro comprende due sezioni di posti a sedere; la prima, sopraelevata, è costituita da un unico sedile che si collega agli inginocchiatoi laterali e a quello centrale. La seconda è costruita da ventidue scanni che si congiungono ai lati con quella centrale..
Nel coro sono presenti tre grandi tele:
- La prima tela è intitolata "Assunzione di Maria Santissima. al cielo" e fu realizzata da Giovanni Battista Burrari. La tela è inserita in una cornice dorata ed è posta nel mezzo della parete dietro l'altare maggiore.
- La seconda tela è intitolata "Disputa di Gesù fra i dottori", opera di Francesco Daggiù.
- Il terzo quadro è intitolato "Presentazione di Gesù al tempio", opera di Francesco Lorenzi. Il dipinto si trova a destra lateralmente all'ancona maggiore entro riquadratura di stucco con doratura.[6].

### Campanile

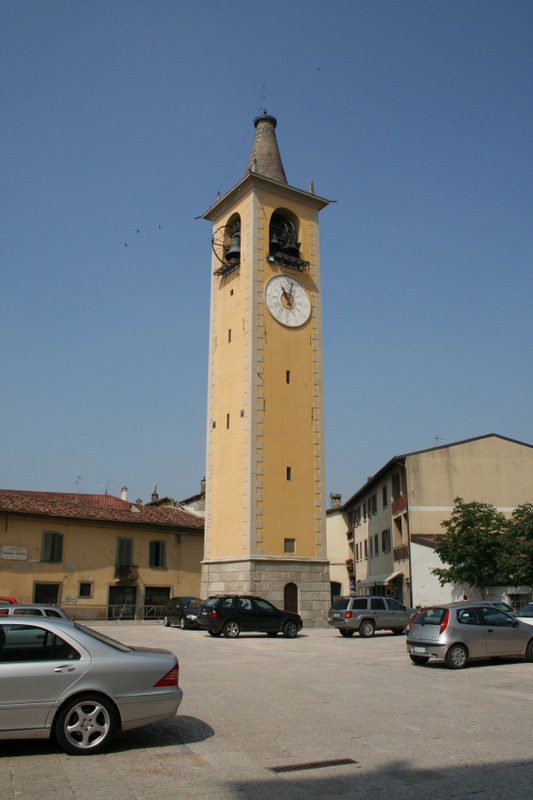
Campanile della chiesa parrocchiale di Santa Maria Assunta, Cologno al Serio

Il campanile della chiesa di Cologno al Serio si trova nella piazza principale del paese staccato dalla struttura della chiesa. Ha origini medievali ma è stato restaurato più volte nel corso del tempo; ciò è testimoniato anche da una piccola lapide risalente al 1414 costruita dall'allora parroco Gian Maria De' Morlani. Questa versione non è da tutti condiva, in quanto nei pressi del campanile anticamente viveva Ulrico Lisciati di Soresina, allora signore di Cologno, il quale aveva costruito la sua abitazione nei pressi del campanile stesso. Si pensa, dunque, che l'ex-parroco abbia ristrutturato la pre-esistente torre del castello.
Il campanile è a pianta quadrangolare, termina con una copertura cuspidata e ha un'altezza minore rispetto a quella della chiesa parrocchiale. Il campanile possiede quattro campane, le cui maggiori erano state sequestrate durante il secondo conflitto bellico tra il 1940 e il 1945.
Oltre a questo campanile, nelle vicinanze ne è presente un altro che faceva parte dell'ex-cappelletta del Santissimo Jesus, una piccola chiesa non più esistente che in tempi precedenti rappresentava la parrocchiale, diretta sotto l'arciconfraternita dei discepoli di santa Maria Maddalena. In questa ex-chiesa era possibile ammirare gli affreschi di Paolo Vincenzo Bonomini, in seguito strappati e conservati in una sede della casa parrocchiale. Il campanile è in cotto e presenta decorazioni mistilinee barocche.